# Passionssonntag

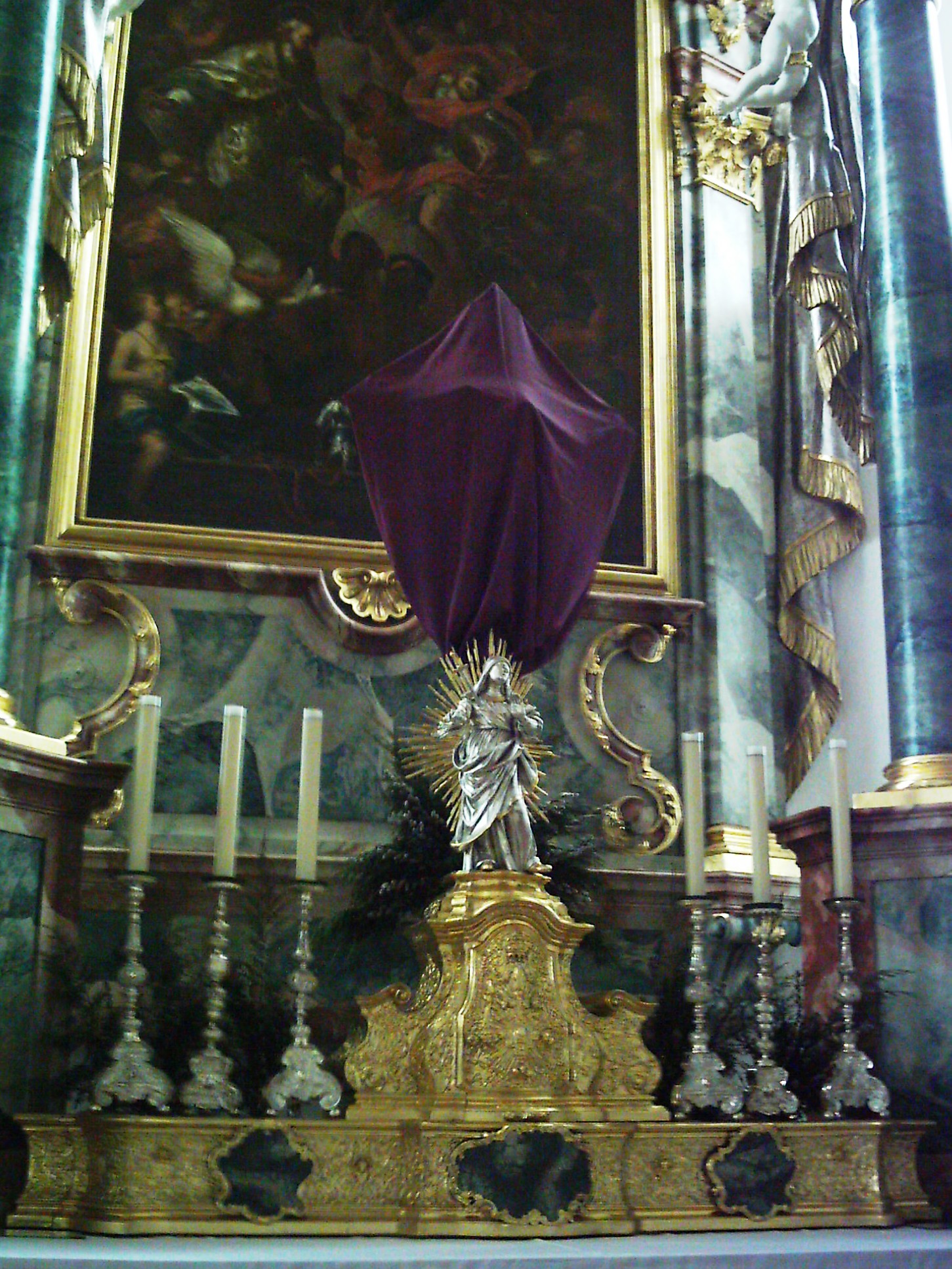
Symbol der Passionszeit – das verhüllte Kruzifix (2007)

Der Passionssonntag (lateinisch Dominica de passione „Leidenssonntag“) ist nach dem Missale Romanum von 1570 der dem Palmsonntag vorausgehende fünfte Sonntag der Fastenzeit und wird nach seinem Introitus auch Judica genannt (nach Ps 43,1 : Judica me, Deus, et discerne causam meam de gente non sancta! – „Verschaff mir Recht, Gott, und führe meinen Rechtsstreit gegen ein treuloses Volk!“). Das Missale Romanum von 1962 nennt ihn „erster Passionssonntag“ (Dominica I. Passionis) und den folgenden Sonntag  „zweiter Passions- oder Palmsonntag“ (Dominica II. Passionis seu in palmis). Das Messbuch in der Fassung von 2002 bezeichnet den Passionssonntag als 5. Fastensonntag und den Palmsonntag als „Palm- und Passionssonntag“ (Dominica in palmis de Passione Domini), doch ist die ältere Bezeichnung des fünften Fastensonntags als „Passionssonntag“ weiterhin verbreitet.
Ab diesem Sonntag werden traditionell die Kruzifixe und Kreuze in den Kirchen mit violetten (dunklen) Tüchern verhüllt. Sind Triptychen und Flügelaltäre vorhanden, werden diese häufig zugeklappt und zeigen die einfacher gestaltete Rückseite der Flügel.

## Liturgische Besonderheiten
Wenn die Heilige Messe nach der Liturgie von 1962 gefeiert wird, so entfällt vom Passionssonntag an bis zum Gründonnerstag im Stufengebet der Psalm Judica, im Introitus und im Psalm zum Lavabo das Gloria Patri.

## Termine
Die Lage der Fastenzeit ist abhängig vom Termin des Osterfestes. Der Passionssonntag liegt 14 Tage vor dem Ostersonntag und fällt somit frühestens auf den 8. März und spätestens auf den 11. April.
In den nächsten Jahren fällt der Passionssonntag auf folgende Sonntage:
- 17. März 2024
- 6. April 2025
- 22. März 2026
- 14. März 2027